# Australopalpus alphitoniae
Australopalpus alphitoniae är en spindeldjursart som beskrevs av Frank Jason Smiley och Uri Gerson 1995. Australopalpus alphitoniae ingår i släktet Australopalpus och familjen Tenuipalpidae. Inga underarter finns listade.